# 預言者 (オペラ)

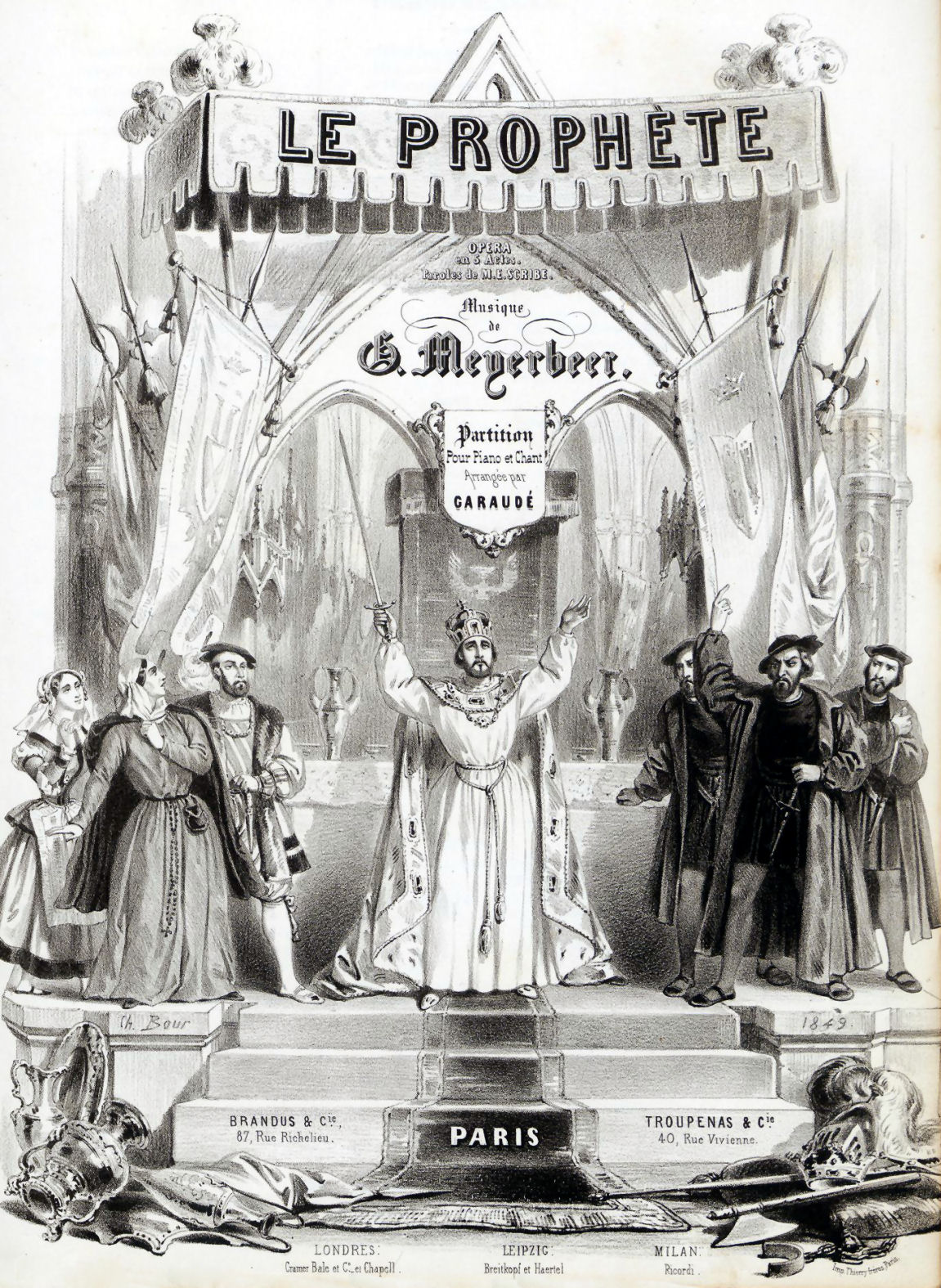
『預言者』の初演時のポスター

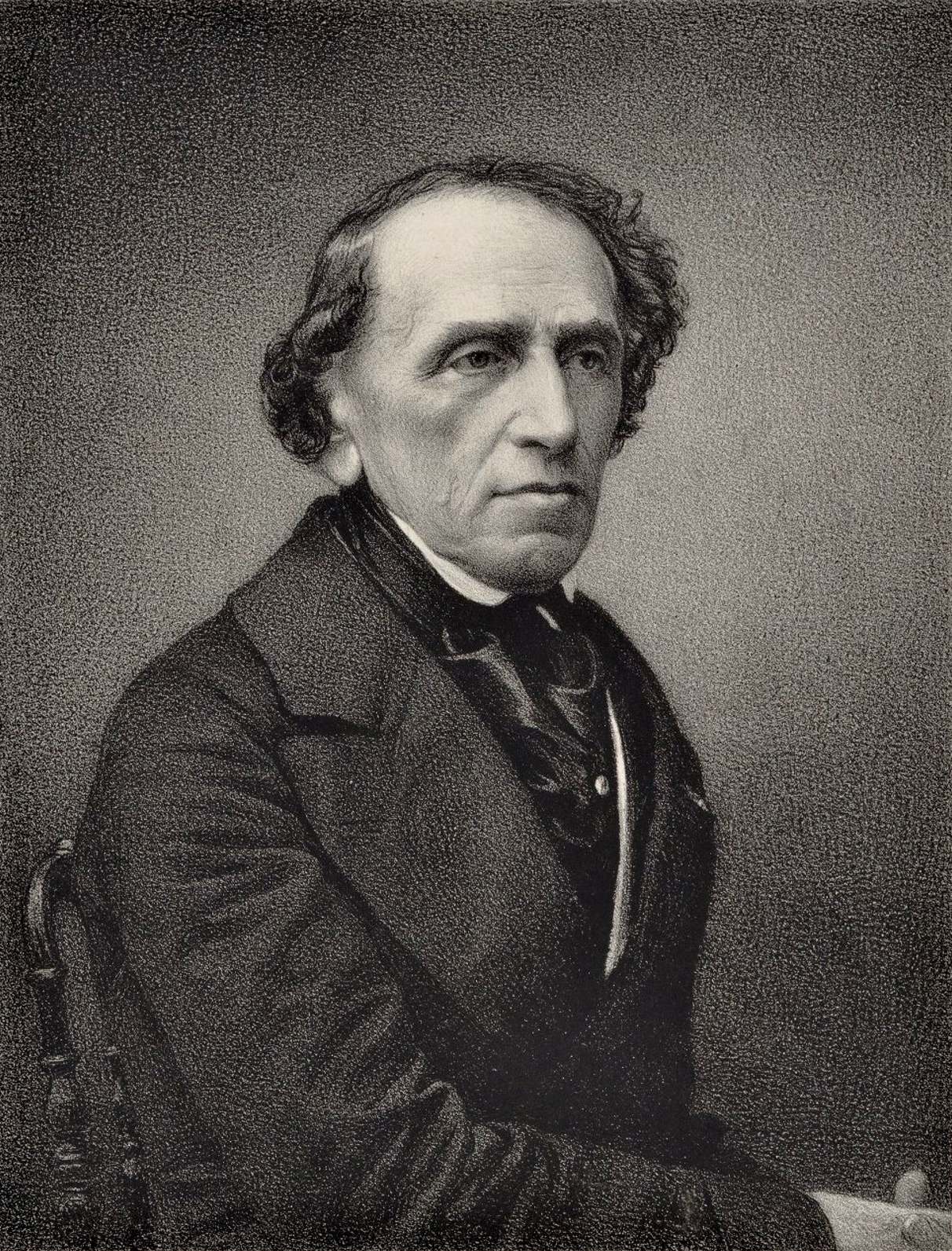
ピエール・プティ撮影のマイアベーア

『預言者』（よげんしゃ、仏: Le Prophète、『予言者』と表記されることもある）は、ジャコモ・マイアベーアによる5幕のグランド・オペラである。初演はパリ・オペラ座（サル・ペルティエ）で1849年4月16日に行われた。ミュンスターでのアナバプテスト（再洗礼派）の蜂起（1534年 - 1535年）を素材にしているが、史実とは大きく異なる。ジャン・ド・レドのモデルはオランダ人の宗教家であるヤン・ファン・ライデンで、彼は16世紀の神聖ローマ帝国で発生したミュンスターの反乱の指導者の一人であり、ミュンスターの王に即位して独自の千年王国を築こうとしたが、敗北し処刑された。

## 作曲の経緯

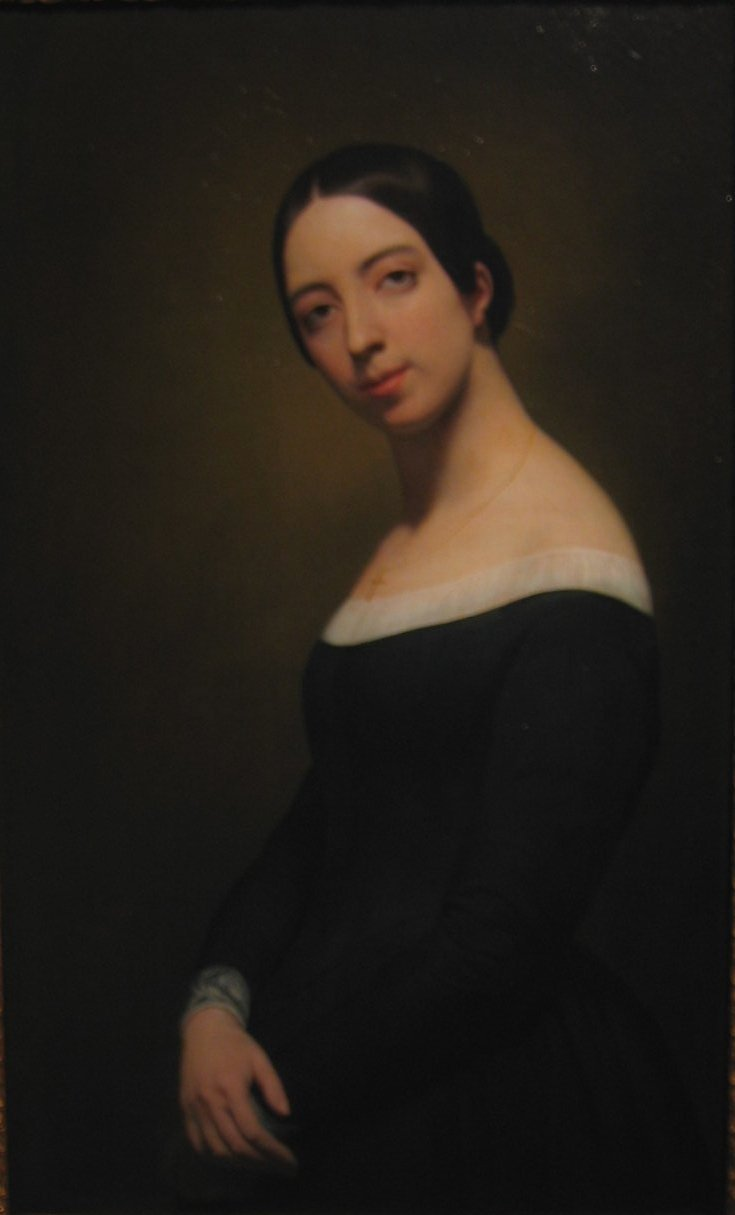
アリ・シェフェールによるポーリーヌ・ヴィアルド(1840年), パリ市立ロマン主義博物館所蔵

マイアベーアは『悪魔のロベール』（Robert le Diable, 1831年）でグランド・オペラを確立し、この形式のプロトタイプとなった『ユグノー教徒』（Les Huguenots, 1836年）の圧倒的な成功により、経済的にも急いで新作を投入する必要には迫られていなかった。コルネリー・ファルコン（ソプラノ）やジルベール・デュプレ（テノール）といった有力な歌手たちがそのピークを越えたため、歌手選びに長い時間を要することになった。結局フィデス役は、パリ・イタリア座で活躍していたポーリーヌ・ヴィアルドのために創られることとなった。ジャン役はオペラ・コミック座のベテランであるギュスターヴ＝イポリット・ロジェを起用することにしたが、スタミナの衰えを危惧して、出番を削っている。
序曲のフルスコアはリハーサル時にカットした際にシャルル＝ヴァランタン・アルカンに与えたため失われ、ピアノ4手連弾編曲譜だけが現存していると長らく考えられていた。しかし、1990年代初めに序曲の手稿がパリのフランス国立図書館で発見され、その後パート譜もパリ・オペラ座で発見され、2010年に新編集の総譜が出版された。

## 初演
長く待ち望まれた1849年4月16日の初演には、ジュゼッペ・ヴェルディ、イワン・ツルゲーネフ、フレデリック・ショパン、テオフィル・ゴーティエ、エクトル・ベルリオーズ、ウジェーヌ・ドラクロワなどが列席した。ヴィアルドのフィデス役は大当たりとなり、ヴィアルドは200回もの上演をこなした。なお、この公演では第3幕で太陽が昇るシーンにおいて、オペラ史上初めて電力による照明が試みられている。今日においては当然のことながら、演出史上においては画期的であり、相応のインパクトもあったものと見られる。1849年 7月24日にはロンドンのコヴェント・ガーデン王立歌劇場にて英国初演がコスタの指揮、ヴィアルド（フィデス）、エイエ、マリオ、タッリャフィーコほかの配役で行われた。1850年4月1日にはニューオーリンズのオルレアン劇場で、R・ドヴリエ、タボン＝ベッサン、デュリック、スコットらの配役、指揮はE・プレヴォにより米国初演が行われた。パリ・オペラ座では1876年末までに348回の公演を記録した。このオペラは大テノールのエンリコ・カルーソーに好まれ、20世紀初頭までは人気を保った。

## リブレット

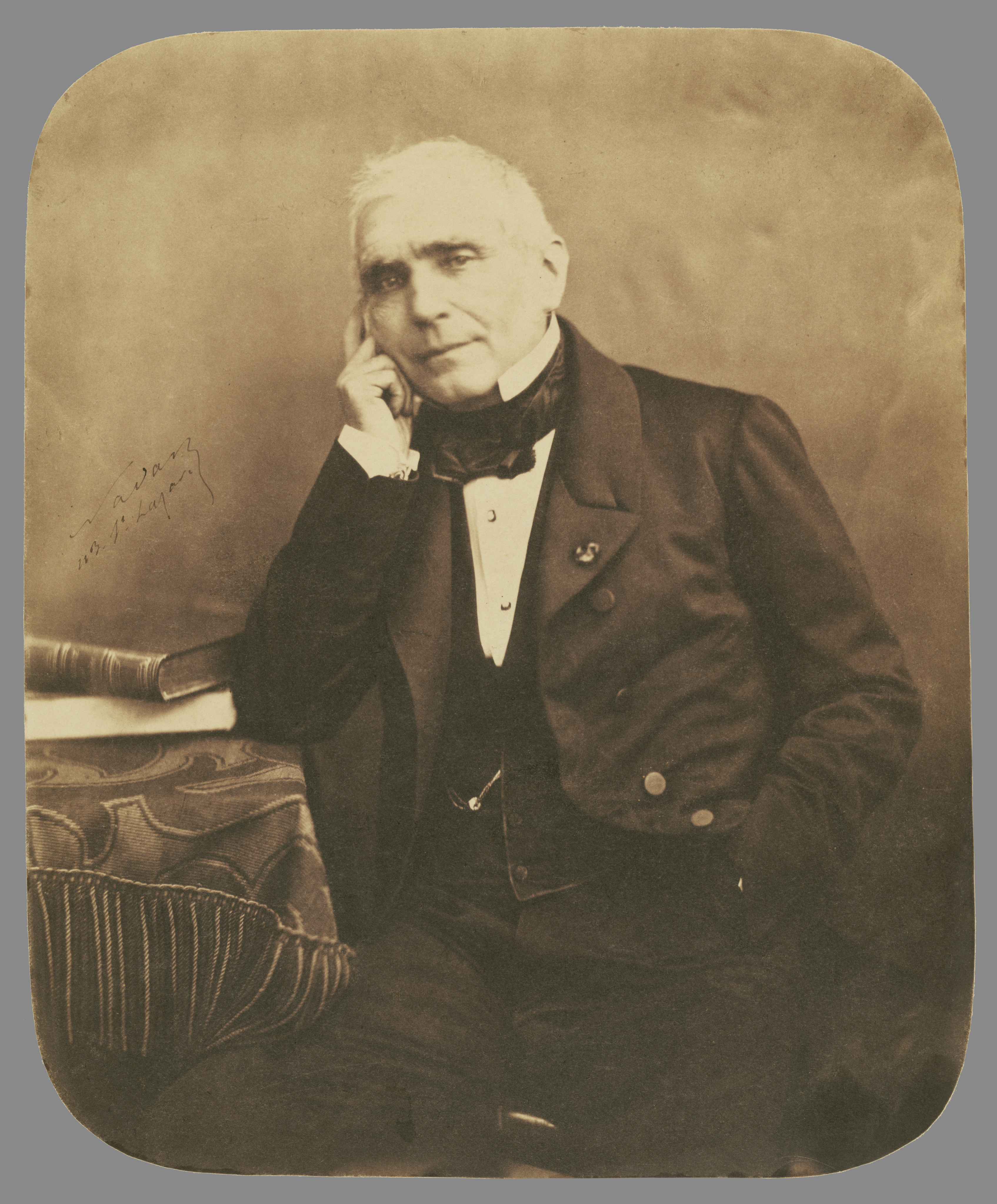
スクリーブ

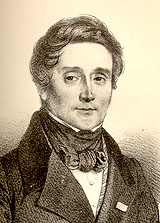
エミール・デシャン

リブレットはウジェーヌ・スクリーブ とエミール・デシャンによってフランス語で作成されている。スクリーブは台本作者としては稀有のヒットメーカーであり、マイアベーアとは『悪魔のロベール』や『ユグノー教徒』でも手を組んだほか、アレヴィの『ユダヤの女』（1835年）やドニゼッティの『ラ・ファヴォリート』（1840年）、ヴェルディの『シチリアの晩鐘』（1855年）といった重要な作品のリブレットを手がけた作家である。原作はヴォルテールの『諸国民の風俗と精神について』（Essai sur les Moeurs et l'esprit de nations, 1756年）とジュール・ミシュレが編集した『ルター回想録』（les Mémoires de Luther, 1835年）およびカール・フランツ・ファン・デア・ヴェルデの小説『再洗礼派』（1826年、フランス語訳）である。スクリーブとマイアベーアはこのリブレット作成にあたって、当時のフランスの1848年に起こったフランス二月革命や欧州の政治状況を見定め、巧みに検閲による上演禁止を回避するよう内容を吟味している。つまり、民衆の貴族の圧制に対する蜂起という構図では検閲を通過できないと判断し、ジャンの恋人をオーベルタル伯爵によって奪われたことに対する個人的な復讐を中心に据えることで、政治色はほぼなくなると見込んだのである。これに宗教対立という歴史的事件の筋書きの中で展開することで、グランド･オペラとしての劇的展開も担保された。民衆の支持を得た偽の為政者が反乱を起こすというドラマはムソルグスキーの『ボリス・ゴドゥノフ』を思い起こさせる。最も共感を持って描かれているフィデスはこのオペラの事実上の主人公で、ロマン派の性格のはっきりしないオペラが多い中では目立った個性を発揮している。フィデスはポンキエッリの『ラ・ジョコンダ』（La Gioconda, 1876年）のチェーカの先駆け的存在である。ヴェルディは『イル・トロヴァトーレ』（1853年）のアズチェーナを書くにあたってフィデスを意識していたと思われる。

## 楽曲
有名な「戴冠式行進曲」は18本ものサクソルン（Saxhorn）を使用した大規模なもので、しばしば吹奏楽によっても演奏される。この曲はヴェルディの『アイーダ』や『ドン・カルロス』の火刑の場の先駆けとなっている。再洗礼派のメロディ「我らに救いを求めし者たちに」（Ad nos, ad nos salutarem undam）はこのオペラの中心的テーマとなっている。バレエ曲「レ・パティヌール」（スケートをする人々）はマイアベーアの作曲したバレエ曲の中でも最も大規模なもので、ダンサーがローラースケートを履いて演じられたことでも注目を集めた。なお、このバレエ曲はフレデリック・アシュトンによって振付され、英国のロイヤル・バレエ団などによってしばしば独立したバレエの演目として上演されている。
なお、ピアノ連弾の全曲の編曲譜は前述の理由によりアルカンだけが序曲を担当し、Alexis de Garaudéが残りを担当した。ピアノ独奏版はAlexis de Garaudéが単独で担当している。

## 初演後の世界への広がり
1850年以降に制作された都市は下記の通り。

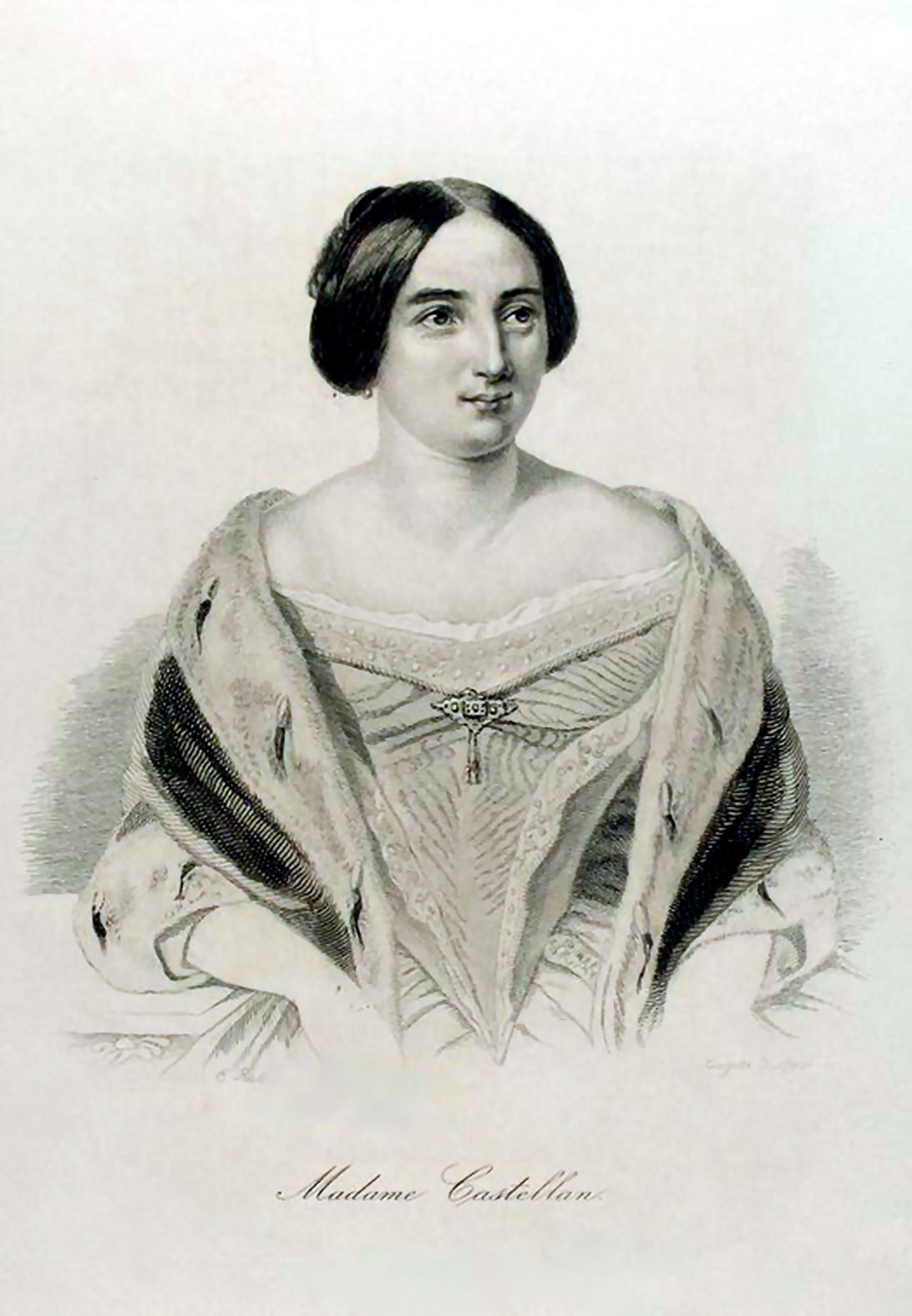

- 1850年： ベルリン、ドレスデン、ハンブルク、マルセイユ、アムステルダム、ウィーン、シュヴェリーン、フランクフルト、リスボン、ダルムシュタット、アントウェルペン、ケルン、ニューオーリンズ（米国初演）、ブダペスト、ブラウンシュヴァイク、ハノーファー、ブリュッセル、グラーツ、コーブルク、プラハ
- 1851年：デッサウ、グウォグフ、マインツ、メス、グルノーブル、ダンツィヒ、トゥールーズ、シュトゥットガルト、エルブロンク、ボルドー、バンベルク、イスタンブール、デトモルト
- 1852年：リール、ゲルリッツ、シュチェチン、ニーム、サンクトペテルブルク、ストックホルム、ニュルンベルク、フィレンツェ、シビウ
- 1853年：ニサ、ザルツブルク、マクデブルク、リガ、リエージュ、ティミショアラ、パルマ、トリノ、ニューヨーク
- 1854年：アヴィニョン、トゥーロン
- 1855年：ダブリン、ヴェネツィア、ミラノ（スカラ座）
- 1856年：ベジエ、ディジョン、ペルピニャン、サン＝カンタン、タリン、マイニンゲン、ヘルシンキ、リヴォルノ、ルーアン

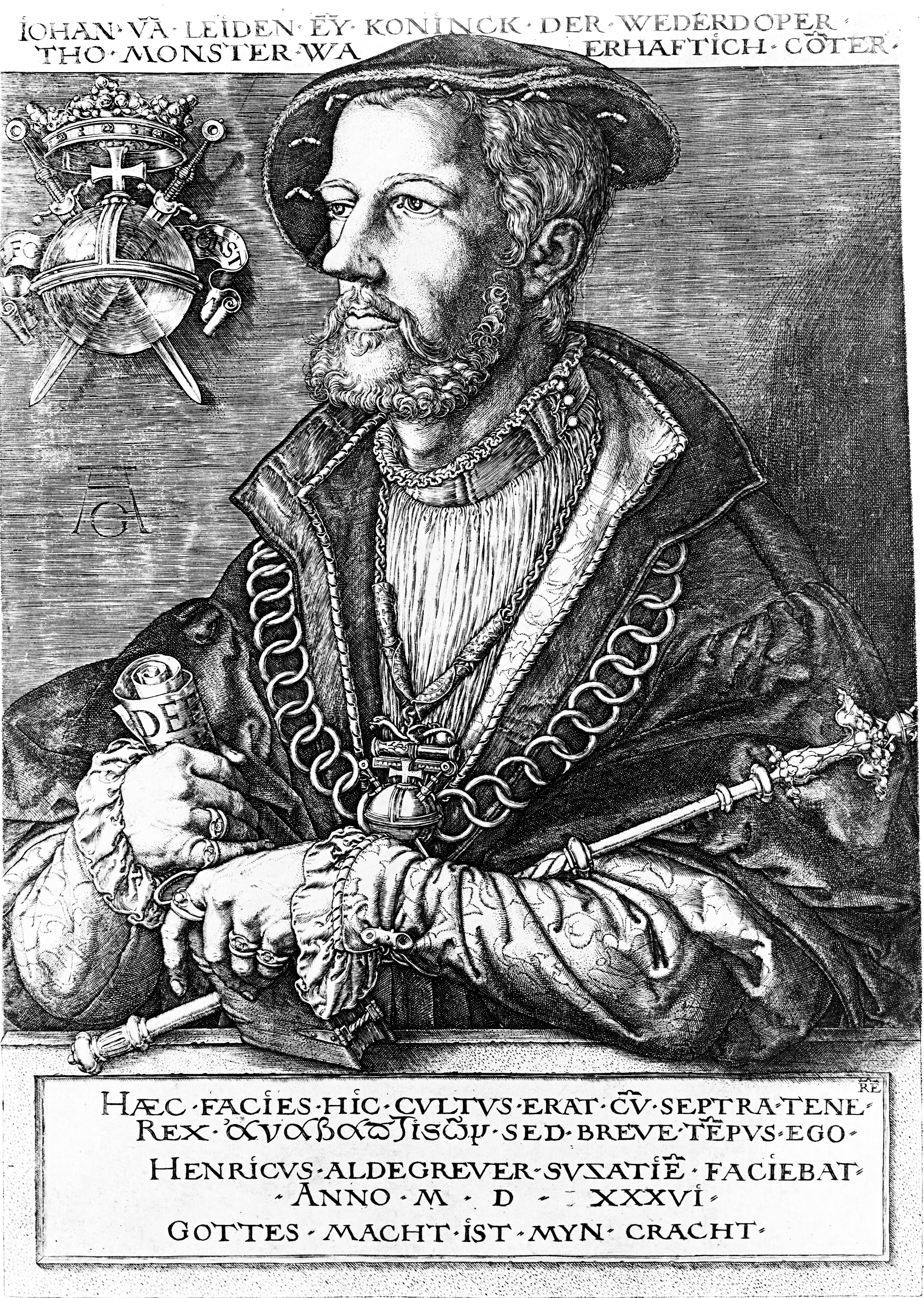
ヤン・ファン・ライデン

- 1857年：ハバナ
- 1858年：モデナ
- 1859年：ル・アーヴル
- 1861年：メキシコシティ
- 1863年：バルセロナ、アルジェ、ミラノ
- 1864年：メルボルン、シドニー
- 1865年：ナポリ
- 1867年：ワルシャワ
- 1873年：ブエノスアイレス、マルタ
- 1875年：カイロ
- 1876年：リオデジャネイロ

## 近年のリバイバル
主なものは下記の通り。

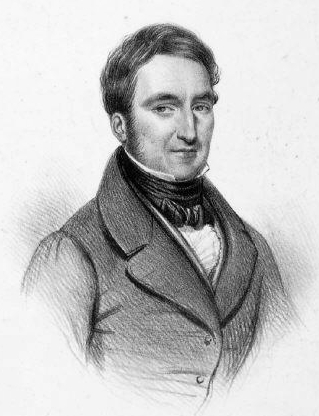
ザッカリーを演じるルヴァッスール

- 1977年1月のメトロポリタン歌劇場による上演は、ジェイムズ・マクラッケン（ジャン）、マリリン・ホーン（フィデス）、レナータ・スコット（ベルト）、ジェローム・ハインズ（ザカリー）、ライムンド・ヘリンクス（マティサン）、フランク・リトル（ジョナ）、モーリー・メレディス（オーベルタル伯爵）ほかの布陣となっている。指揮者はヘンリー・ルイス、演出はジョン・デクスターであった[10][11]。
- 1979年9月のメトロポリタン歌劇場による再演は、ギイ・ショーヴェ（ジャン）、マリリン・ホーン（フィデス）、リタ・シェーン（ベルト）、ジェローム・ハインズ（ザカリー）、ロバート・グッドロー（マティサン）、チャールズ・アンソニー（ジョナ）、モーリー・メレディス（オーベルタル伯爵）ほかの配役となっている。指揮者はヘンリー・ルイス、演出はジョン・デクスターであった[10]。
- 1998年5/6月および10/12月のウィーン国立歌劇場での上演は、プラシド・ドミンゴ（ジャン）、アグネス・バルツァ、ヴィクトリア・ルキアネッツ（ベルト）、フランツ・ハヴラタ（ザカリー）がデイヴィッド=ケイル・ジョンソン（マティサン）、トルステン・ケルル（ジョナ）、ダヴィデ・ダミアーニ（オーベルタル伯爵）ほかの強力な配役となっている。なお、指揮者はマルチェッロ・ヴィオッティ、演出はハンス・ノイエンフェルスであった[12][13]。
- 2015年10月から2016年4月、カールスルーエ・バーデン州立劇場、バーデン州立劇場管弦楽団およびバーデン州立劇場合唱団により、ヨハネス ヴィリグの指揮、トビアス・クラッツァーの演出によって上演された。歌手陣はエリック・フェントン（ジャン）、ジョヴァンナ・ランツァ（フィデス）、イナ・シュリンゲンジーペン（ベルト）、アヴタンディル・カスペリ（ザカリー）、ルチア・ルーカス（マティサン）、ジェームズ=エドガー・ナイト（ジョナ）、アンドリュー・フィンデン（オーベルタル伯爵）ほかの配役となっている[14][15][16]。
- 2017年4月から5月、エッセンのアアルト・シアターでのエッセン・フィルハーモニー管弦楽団、エッセン歌劇場合唱団およびエッセン歌劇場少年合唱団による上演は、ジョン・オズボーン（英語版）（ジャン）、マリアンネ・コルネッティ（フィデス）、リネッテ・タピア（ベルト）、ジェローム・ハインズ（ザカリー）、ピーエル・ドワイアン（マティサン）、アルブレヒト・クルドシュヴァイト（ジョナ）、カレル・マルティン・ルドヴィク（オーベルタル伯爵）ほかの布陣となっている。指揮者はジュリアーノ・カレッラ、演出はヴァンサン・ブサールであった[17][18][19]。
- 2017年6月から7月、トゥールーズのキャピトル劇場、トゥールーズ・キャピトル国立管弦楽団およびトゥールーズ・キャピトル劇場合唱団により、クラウス・ペーター・フロールの指揮、ステファノ・ヴィジオーリの演出によって上演された。歌手陣はジョン・オズボーン（ジャン）、ケイト・アルドリッチ（フィデス）、ソフィア・フォミナ（ベルト）、ディミトリ・イヴァシュチェンコ（ザカリー）、トーマス・デーア（マティサン）、ミケルディ・アトサランダバソ（ジョナ）、レオナルド エステヴェス（オーベルタル伯爵）ほかの布陣となっている[20][21]。
- 2017年12月から2018年1月、ベルリン・ドイツ・オペラにてエンリケ・マッツォーラ（英語版）の指揮、フランス人演出家オリヴィエ・ピィの現代的演出によって上演された。歌手陣はグレゴリー・クンデ（ジャン）、クレマンティーヌ・マルゲーヌ（フィデス）、エレナ・ツァラゴワ（ベルト）、デレク・ウェルトン（ザカリー）、ノエル・ブーリー（マティサン）、アンドリュー・ディクソン（ジョナ）、セス・カリコ（オーベルタル伯爵）ほかの陣容となっている[22][23]。

## 登場人物
| 人物名           | 声域                | 役                     | 初演時のキャスト （1849年4月16日） 指揮：ナルシス・ジラール |
| ---------------- | ------------------- | ---------------------- | ----------------------------------------------------------- |
| ジャン・ド・レド | テノール            | ヤン・ファン・ライデン | ギュスターヴ＝イポリット・ロジェ                            |
| フィデス         | メゾソプラノ        | ジャンの母             | ポーリーヌ・ヴィアルド                                      |
| ベルト           | ソプラノ            | ジャンの恋人           | ジャンヌ＝アナイス・カステロン                              |
| ジョナ           | テノール            | 再洗礼派               | ルイ・ゲイマール                                            |
| マティサン       | バリトン またはバス | 再洗礼派               | ギュスターヴ＝ルイ・エスプリ＝ユゼ                          |
| ザッカリー       | バス                | 再洗礼派               | ニコラ・プロスペル・ルヴァッスール                          |
| オーベルタル伯爵 | バリトン            | 領主                   | イポリット・ブレモン                                        |

- その他（合唱）:貴族たち、市民、囚人、再洗礼派の教徒、農民、子供、兵士
- バレエ団：必要、ただし省略する演出もある。

## 初演時の衣装

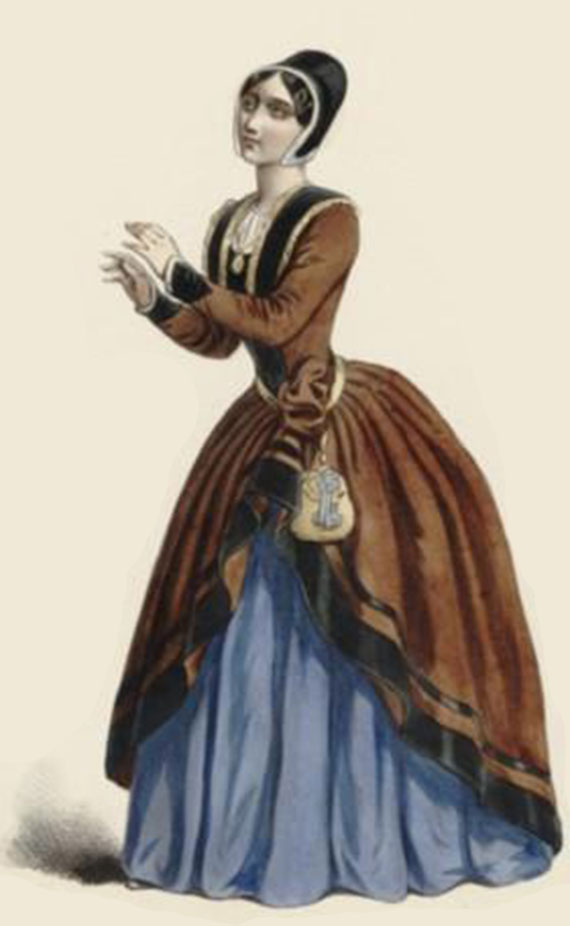
フィデス役のポーリーヌ・ヴィアルド
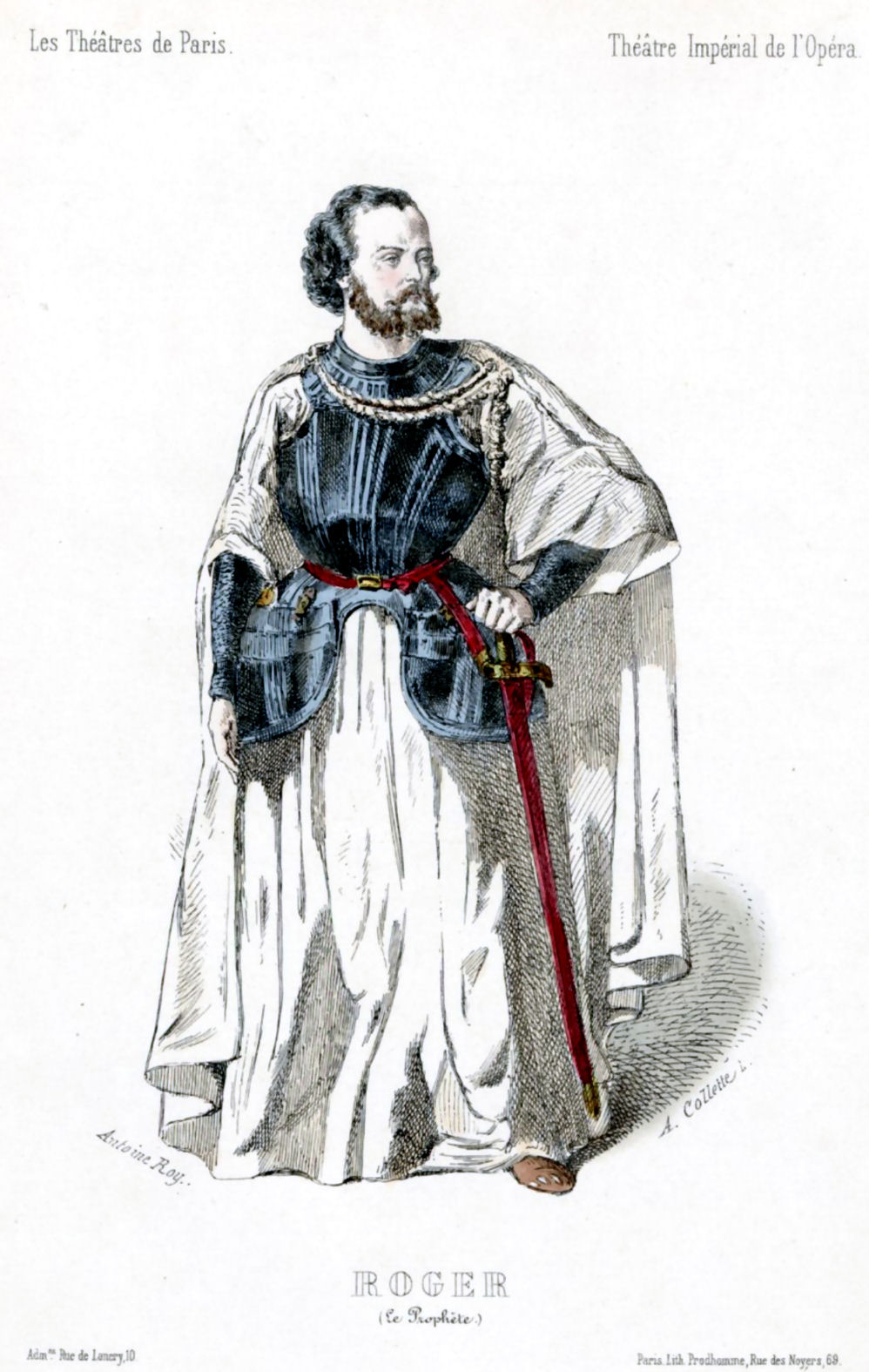
ジャン役のギュスターヴ＝イポリット・ロジェ
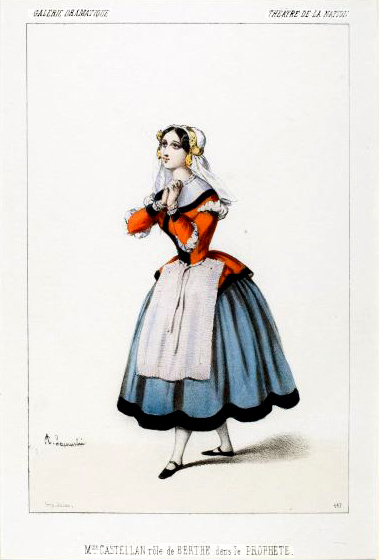
ベルト役のジャンヌ＝アナイス・カステロン

## あらすじ

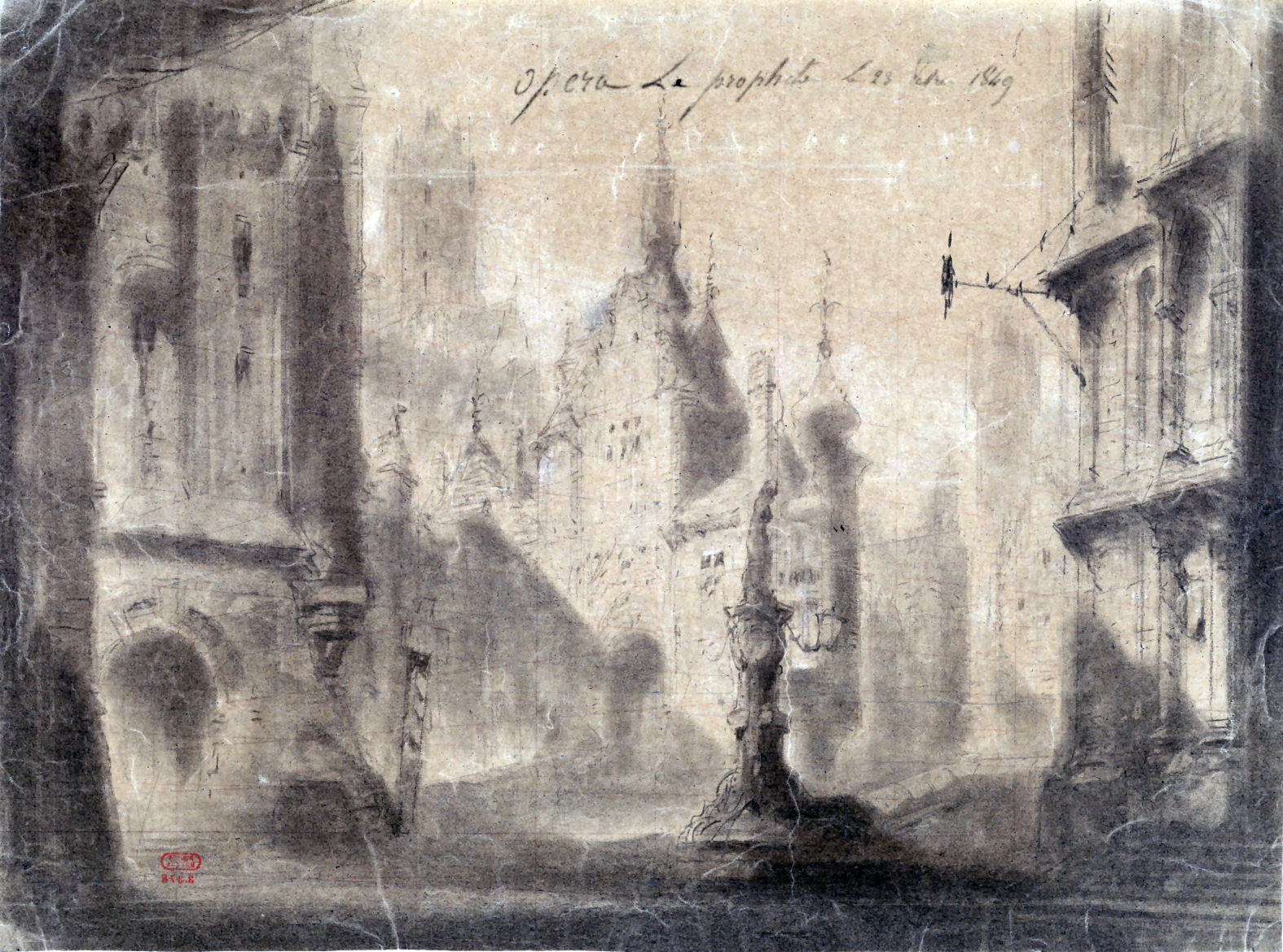
1幕1場のデッサン

舞台：1530年のドルトレヒト（オランダ）および ヴェストファーレン（ドイツ）

### 第1幕
オランダのドルトレヒト郊外のオーベルタル伯爵の城外
のどかな田園風景の合唱で幕が開く。快晴のオーベルタル伯爵の城外で、小作人と粉引き職人が「そよ風は穏やかだ」（La brise est muette）と彼らの幸福を歌っている。それと同時に、トライアングル、ピッコロ、ピッチカートの弦によるいささか風変わりな管弦楽の効果で、小さな羊の鈴の音が表現される。小作人の一人である若いベルトは恋人ジャンを想って「私の心は弾み、動悸を打つ」（Mon coeur s'elance et palpite）を歌う。ライデンからベルトを迎えに来たフィデスは、長旅で疲労していて歩くのもやっとである。フィデスはベルトを見つけると、ジャンからの婚約指輪を渡す。ベルトは孤児である自分を受け入れてくれる将来の義母フィデスとジャンに感謝する。ベルトはオーベルタル伯爵家に仕える身分なので、ジャンと結婚するにあたって伯爵の許可を得なければならないとフィデスに話す。フィデスは「行きましょう！行きましょう！行きましょう！急いで、急いで」（Partons! Partons! Partons! hatons-nous Hatons-nous）とベルトを城の方へ引っ張り始める。そこへ3人の再洗礼派ザカリー、ジョナ、マティサンが階段の上に現われる。ファゴットとホルンが奏でる暗い伴奏に乗って、3人はラテン語のユニゾンで陰気なラテン語の祈りを吟唱する。3人の再洗礼派の僧侶は農民たちに向かって、オーベルタル伯爵は暴君なので、反乱を起こそうと扇動し始める。農民たちは鋤や鍬を持って立ち上がり、隊列を組んでの大合唱となる。そこへ騒ぎを聞きつけたオーベルタル伯爵が現われ、特徴のないレシタティーヴォで、再洗礼派の僧侶たちに扇動を止めさせ、彼らを追い払うよう兵士に命令する。さらに小作人たちを脅かして、騒ぎを静まらせる。内気で不安なベルトがジャンとの結婚の許可を伯爵に頼むと、伯爵はベルトの美しさに打たれ、結婚を拒絶する。その場のみながこの決定に憤りを表していると、伯爵は配下の兵士にベルトとフィデスの2人を逮捕させる。小作人たちは引き下がらせられる。再洗礼派の僧侶たちは背景で「我らに救いを求めし者たちに」（Ad nos, ad nos salutarem undam...）と歌い、それから突然再び現れ、手を人々に伸ばして城を脅かすような仕草をすると、幕が降りる。

### 第2幕
ライデン郊外のジャンとフィデスの宿屋

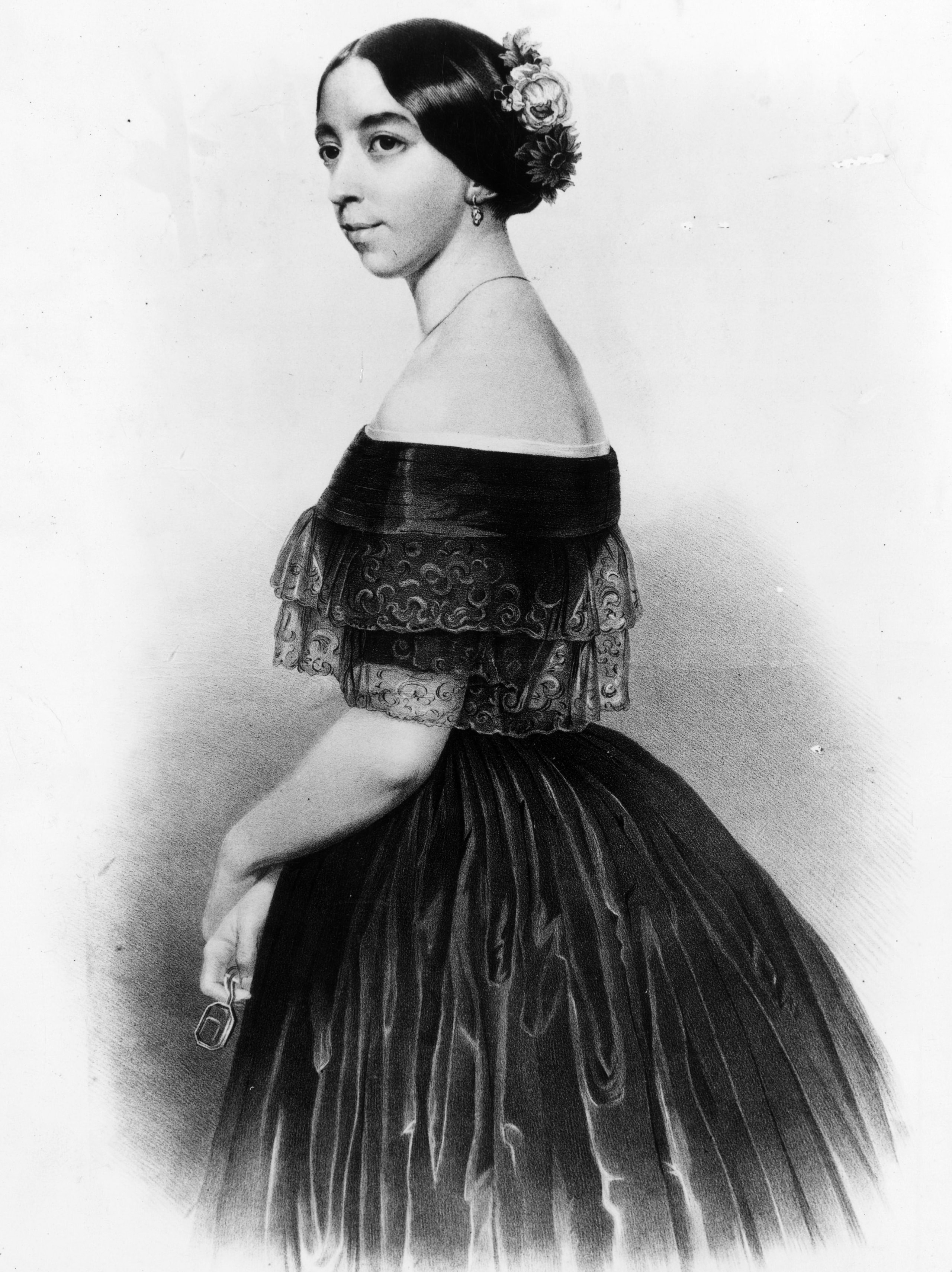
ポーリーヌ・ヴィアルド

田園風のワルツによる合唱が舞台裏から聞こえる。ジャンが水差しを持って右の部屋から入ってくる。彼は後ろの部のドアを開けに行く。彼にはワルツを楽しみつつ宿屋に向かう農民の男女が見える。ある者はテーブルに座り、ある者は「ワルツを踊ろう。ジャン万歳！」（Valsons toujours... Et vive, vive, vive Jean!）と歌っている。ジャンは恋人ベルトの到着を待っているのだった。再洗礼派の3人はジャンを見るなり、ミュンスターで崇拝されているダビデ王の像と驚くほど似ていることに気づく。再洗礼派たちはジャンについて農民に質問する。農民は彼がジャンという名で、大胆で、勇気があり、敬虔で、その上、全聖書を暗記していると答える。農民が去ると、3人の再洗礼派たちはジャンを彼らの使徒に祭り上げることを考え始める。ジャンは再洗礼派たちに、不吉な夢について話し始める。人々は全てジャンの足元にひれ伏し、ジャンの額は王冠に飾られ、人々はジャンが選ばれしもの、救世主であり、神の息子であると讃美する。しかし、最後には悪魔によって地獄に引きずり落とされるというものだった（この部分の音楽は第4幕の戴冠式行進曲と同じメロディが使われている)。再洗礼派たちはこの夢は預言であるから、ジャンに人民と共に行進するように勧める。しかしジャンはそれを断り、再洗礼派たちは去っていく。するとベルトが駆け込んできて、ジャンの腕に飛び込み、匿うよう頼む。彼女はオーベルタルに追跡されていて、オーベルタルもベルトをものにしようと入ってくる。ベルトは身を隠す。オーベルタルは捕虜が2人逃げた、ジャンがベルトを諦めなければ、彼の母フィデスを殺すとジャンを脅す。ジャンは、私の生命を取れ、しかし私の母には憐れみを持ってくれと答えつつも、選択に躊躇する。兵士はフィデスを引き据え、彼女の頭上で斧を構える。ジャンは隠れ場所からベルトを引っ張り出し、兵士に引き渡す。兵士はフィデスを解放し、ベルトを連れ去る。ジャンは興奮し恥じて、手で顔を隠す。フィデスは泣きながらジャンに「私の息子に幸いあれ! お前にとって、お前の哀れな母の命は、お前の最愛のベルトより大事だったのか」と語りかける 。遠くから、再洗礼派たちの歌が聞こえてくる。今や復讐を望んでいるジャンは、自ら彼らを呼び入れ、彼らの王として戴冠され、オーベルタルに対する反乱を導くことを熱望する。再洗礼派たちは、彼が神の選ばれた救世主で預言者であることジャンを確信させる。彼らは、彼が一旦預言者になることを受け入れると、地上の親類縁者との結び付きは全て永久に失われ、二度と故郷も母も見ることができなくなる、とジャンに警告する。ジャンはフィデスのアリオーソを回想し躊躇するが、封建的な圧政の終焉を約束する合唱が聞こえて来ると感情を抑えられなくなり、決意を固める。

### 第3幕

#### 第1場

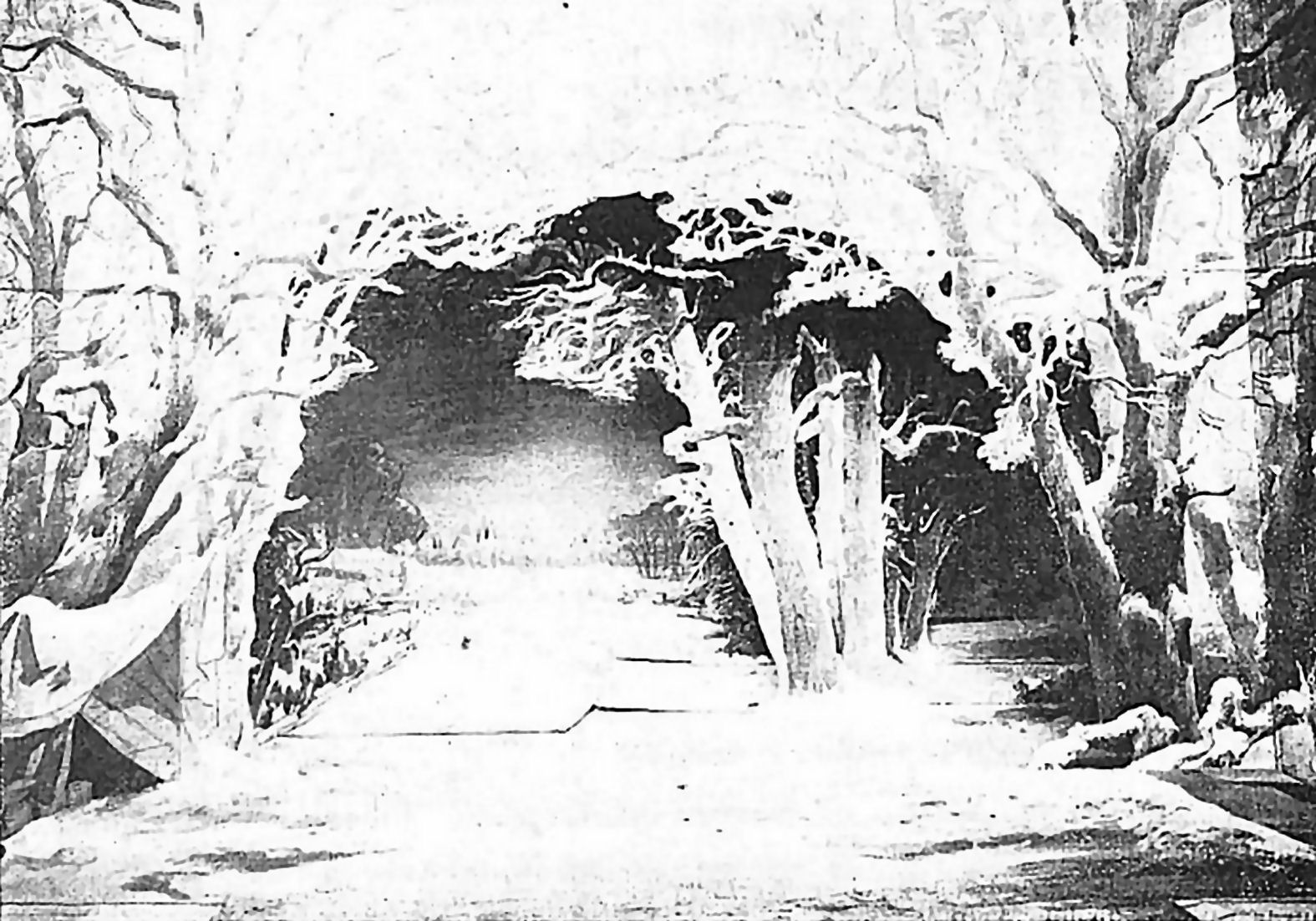
3幕のデッサン

ヴェストファーレンの森林の中、再洗礼派の野営地
凍結した池は地平線まで伸び、霧と雲で霞んでいる。池の片側は森林で、その反対側に再洗礼派たちの野営がある。日暮れが近く、遠くの行軍の音が聞こえ、それが近づいてくる。再洗礼派の軍隊が捕虜となった貴族たちを連れて入って来る。再洗礼派軍は強いアクセントをつけて反復するリズムのユニゾンで、彼らの憎しみを歌う。軍隊の指導者は残忍さを露わにして捕虜を殺そうとすると、ザカリーが捕虜は身代金をとるのに役に立つのだと言ってみなをなだめる。ザカリーは再洗礼派の力を自慢して「その数は星の数に上り」を歌う。凍った池を横切って、馬に引かれたそりや荷を積んだ車など、食糧をたくさん持ったスケーターがキャンプ近くの岸にやってくる。疲労した兵士は若い女の子が踊る間に元気になる。バレエ曲「レ・パティヌール」（スケートをする人々）の場面となる（このバレエは、アイススケートを模倣するローラースケートを使用した点で画期的である）。
(a) ワルツ、(b) ボヘミアの舞踏、(c) カドリーユ、(d) ギャロップ

#### 第2場
ザカリーの陣営の内部
マティサンはオーベルタル伯爵のドルトレヒトの居城を焼き払うことに成功し、さらにオーベルタル伯爵の父親が支配するミュンスターの開城の交渉を行ったが、交渉は成立しない。そこで、マティサンとザカリーはミュンスターへの夜襲を計画する。居城が既に灰燼に帰してしまったオーベルタル伯爵が、ミュンスターの父のところ行こうとしていたが、再洗礼派の支配地域に迷い込んでしまい、ジョナに捕まってしまう。オーベルタル伯爵は苦し紛れに、再洗礼派に参加したがっているふりをする。再洗礼派たちは暗がりの中で彼の素姓に気付かず、オーベルタル父子、本人とその父を絞首刑にすることを誓わせる。しかし、ジョナがランプをつけた途端に正体がばれてします。ザカリーは即座の死刑を宣告する。オーベルタルは引き立てられる。ジャンが物思いにふけりながら入ってくる。ジャンは反乱のための旗頭としての偽預言者の生活に既に疲れていて、特に彼が殺人者の一団を導いていることを気に病んでいる。ジャンはフィデスに会いたがるが、再洗礼派たちは拒否し、ジャンが預言者の役割に留まらなければ彼を殺すと誓う。オーベルタルが連れて来られる。ジャンの胸は後悔の念で満ちている。ジャンはベルトが城壁から川に身を投げたが救われ、今はミュンスターにいることをジャンに話す。ジャンはオーベルタルを釈放する。マティサンが再洗礼派たちのなかにも造反する者が出ていると指摘するが、ジャンはミュンスターの攻略を命じる。

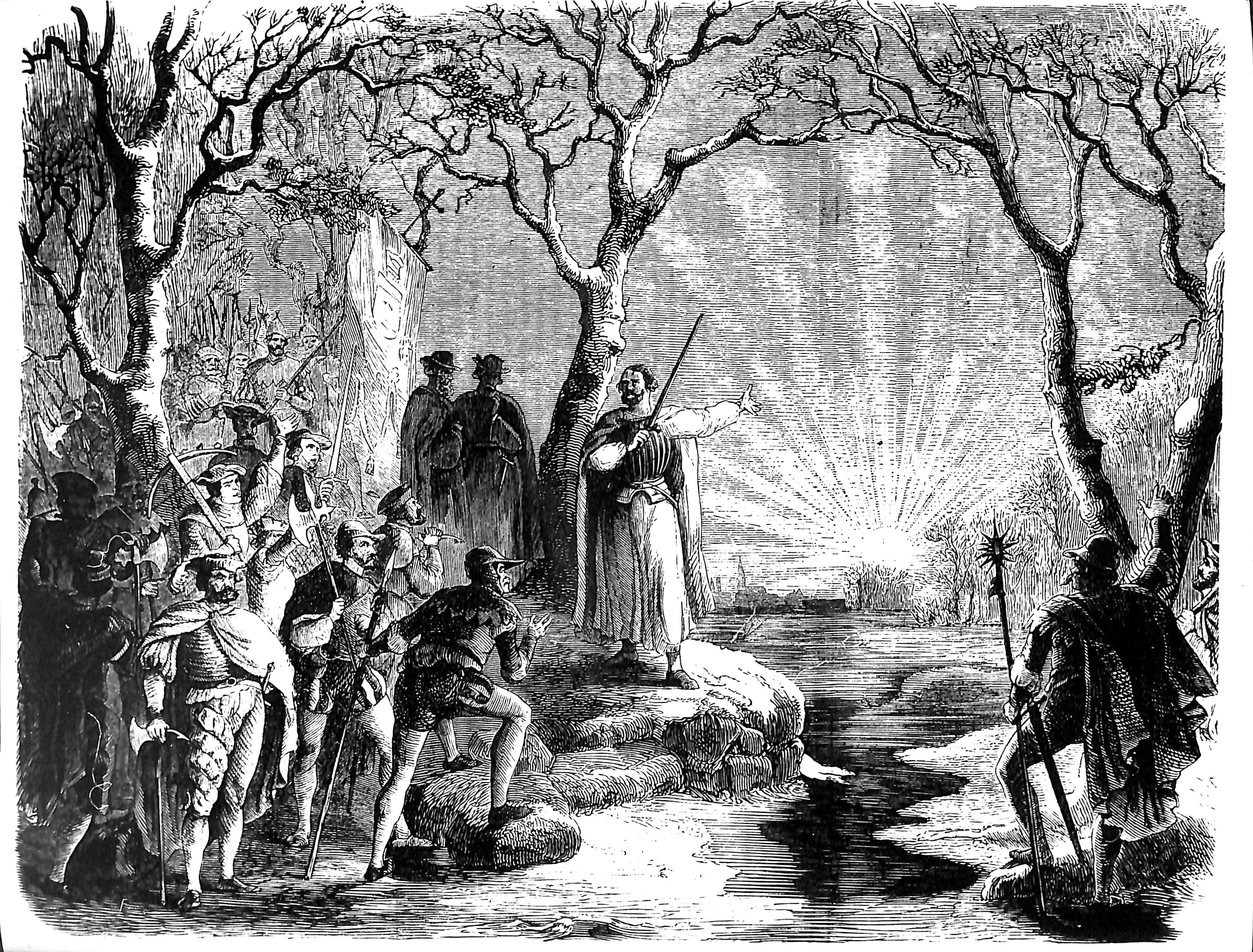
3幕第3場のデッサン

#### 第3場
霧で覆われるミュンスター郊外の再洗礼派の兵士の野営地
再洗礼派の兵士たちがミュンスターの攻略に失敗し、敗走して帰ってくる。ミュンスターの攻略の遅れのため、兵士たちはジャンが本当に預言者ではないのではないかと疑いを持ち始める。そこで、ジャンは兵士たちを招集し、勝利の賛美歌「天と天使の王」（Roi du ciel et des anges）を歌う。兵士たちはこれに導かれてミュンスターへの大行進を始める。霧が晴れ、氷湖の奥にミュンスターの街が見えてくる。

### 第4幕

#### 第1場
再洗礼派が占拠しているミュンスターの広場

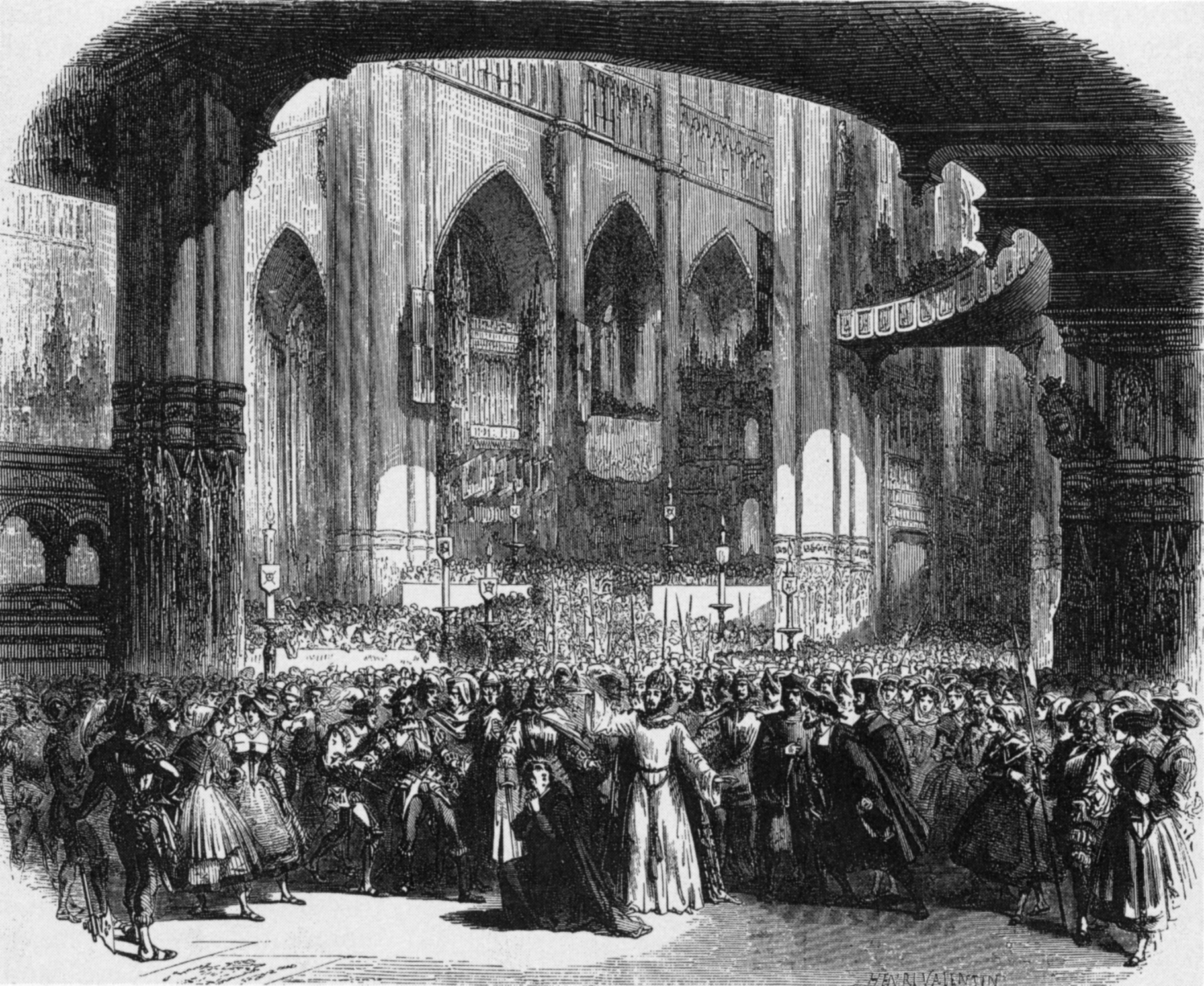
4幕の初演時のデッサン

再洗礼派に占領されたミュンスターの市民は、再洗礼派への服従を余儀なくされている。裕福な市民は、彼らの宝物を手放して再洗礼派の機嫌を取ることを強いられ、金銀の袋を持って階段を上がっている。彼らは陰では低い声で預言者を罵倒するが、巡視が見回りに来ると声高に「預言者万歳」と斉唱する。そこへ今は乞食になったフィデスが市民に施しを求めている。フィデスはジャンが死んだと信じている。フィデスはそこへ巡礼に来たベルトに出会い、互いに抱擁する。ベルトは城壁から川に飛び込んだが、漁師に助けられたのだった。フィデスはジャンの死をベルトに告げ、それを預言者のせいにする。ベルトは復讐を誓い、フィデスは許しと慈悲のために祈る。

#### 第2場
ミュンスターの大聖堂

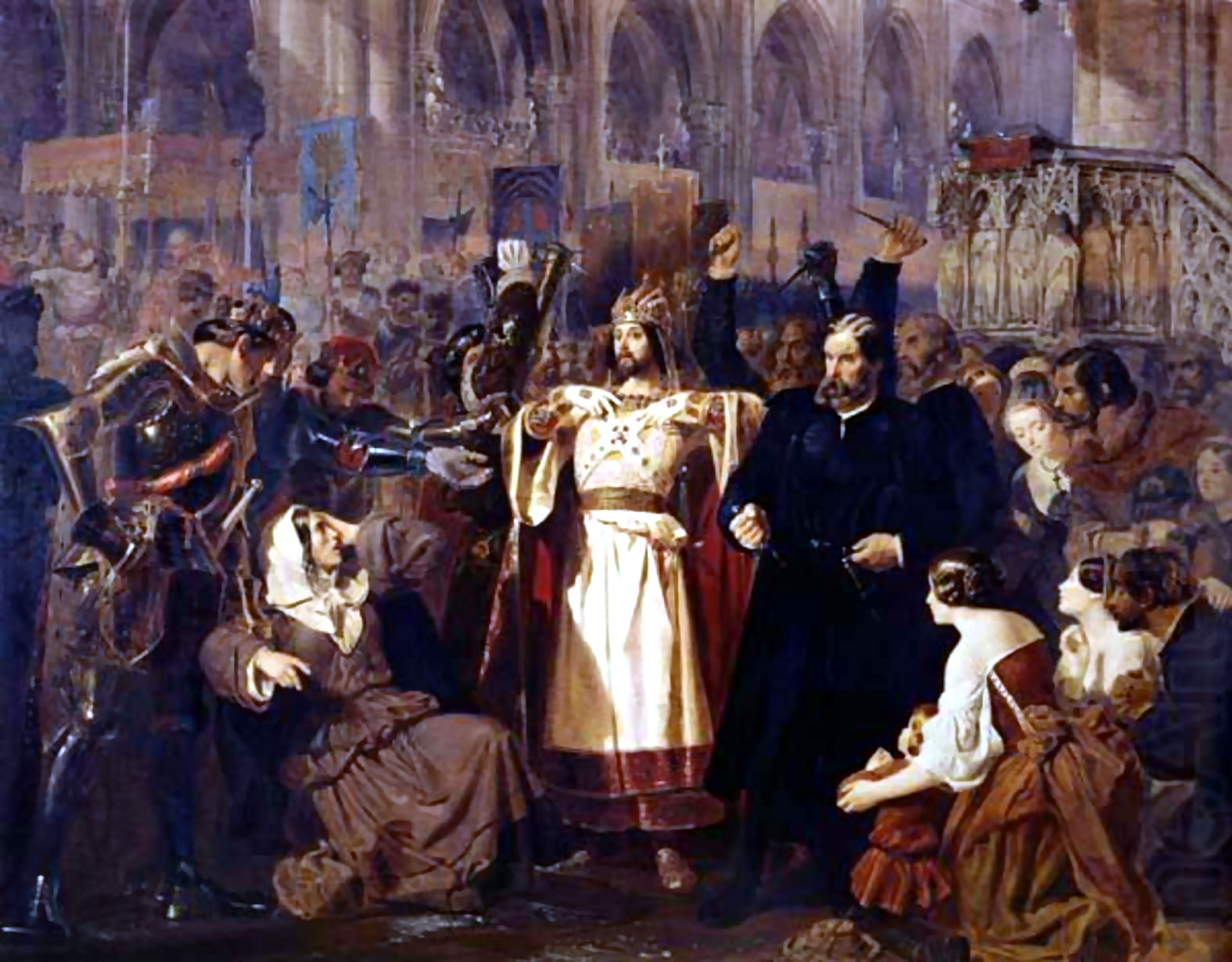
預言者ジャンがフィデスが母であることを否定する場面、エドワード・ヘンリー・コーボールド（1815年 - 1905年）による

預言者ジャンを新たな王として迎えるための戴冠式が執り行われようとしている。大規模なサクソルン群とトランペットの旋律を伴う行進曲にのって、正装した選帝侯たちに続いてジャンが登場する（この「戴冠式行進曲」はハイライトのひとつとなっている）。全員が戴冠された王である預言者を讃える。フィデスは群集に紛れ込んで教会に入り、あの偽預言者に神罰が下るようにと高揚して歌う。子供のコーラスが続き、全員が預言者にして王であるジャンを讃えよと歌う。ジャンは王冠を被って階段を降りてくると、フィデスはようやく預言者が自分の息子であることに気づき、立ち上がって群集の前で、我が子よとジャンに駆け寄る。人々は驚くが、これは預言者に従う者にとっては不敬である。ジャンは最初、母を抱擁するために走り寄ろうとするが、マティサンに止められる。もし彼女を母と認めれば、再洗礼派の3人はフィデスを殺すしかないと言う。ジャンは冷静を装いつつ、フィデスにこの女は誰だと質問する。フィデスは自分の母親を忘れた薄情者と主張し続ける。ジャンはフィデスに剣を向けるジョナを制して、この狂った老婆を正気に戻すには、奇蹟を起こす以外に方法はないと言い、もし自分がこの老婆の子供だとしたら、私を詐欺師としてみなの剣で殺せと言う。そして、フィデスの目をじっと見据えて私はそなたの息子かと問う。フィデスは真実を答えれば破滅をもたらすことを理解して、狂女が突然正気に戻ったような振りをして、預言者が息子であることを否定する。人々の奇蹟を讃える合唱で幕が下りる。

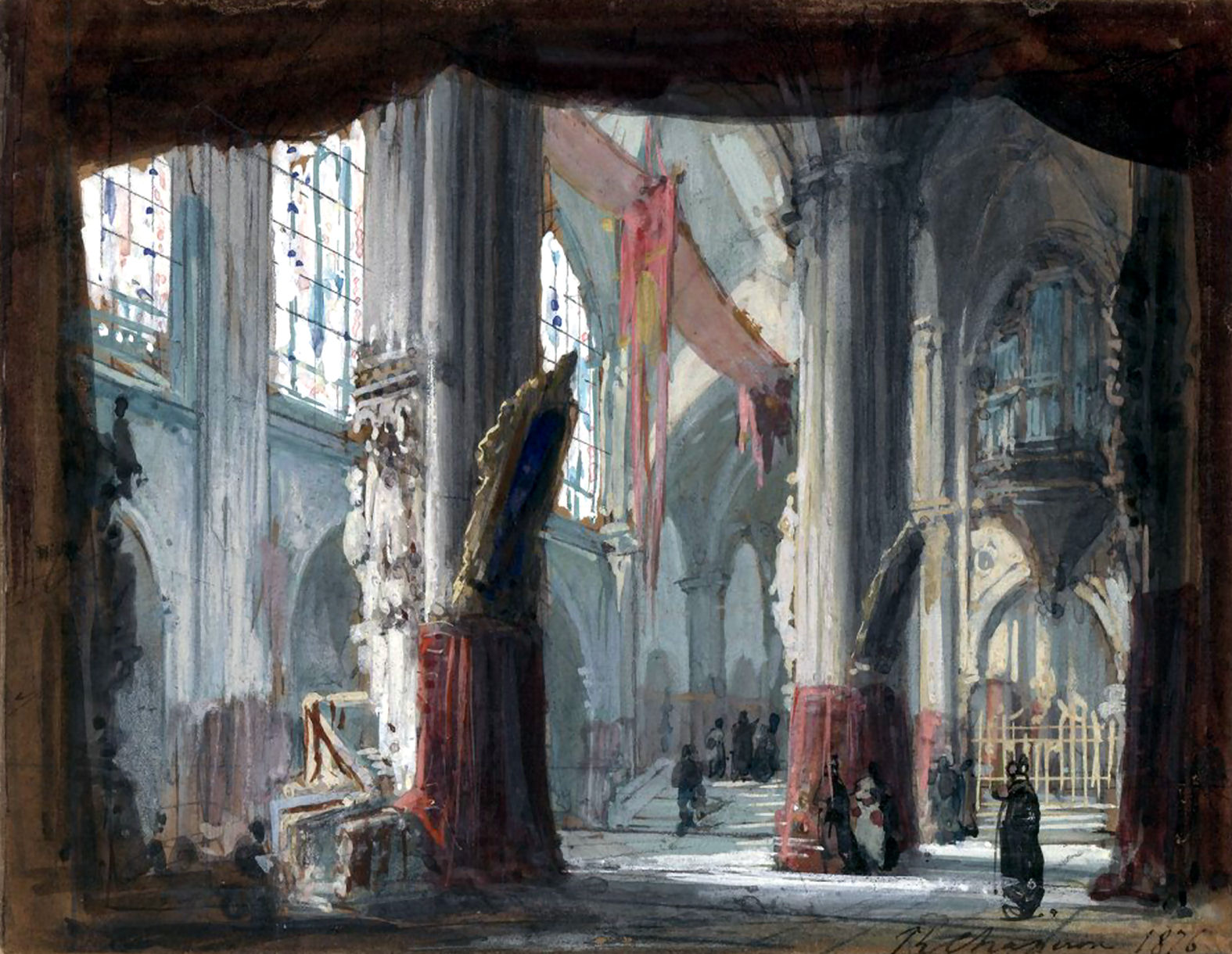
4幕2場のシャペロンによるデッサン（1876年）

### 第5幕

#### 第1場
ミュンスターの宮殿の地下牢
地下牢は火薬庫としても使われている。再洗礼派のリーダーたちは、ミュンスターにドイツ皇帝が行軍しているという情報を得て、密会を開いている。自分たちが助かるには、ドイツ皇帝にジャンを引き渡す以外に道はなかろうと相談する。そして、ジャンを裏切ることを秘密裡に決める。彼らが去ると、捕らわれの身となったフィデスが連れて来られる。フィデスは長大なアリア「バールの祭司よ」（Ô prêtres de Baal）で、母を認めなかった息子だが、神よ許し給え、と歌う。そこへ、ジャンが入って来て許しを乞う。フィデスはジャンに、これまでに行った非道を悔い改め、持てる全ての権力を放棄せよと迫る。ジャンは、全てベルトに対する仕打ちに対する復讐のためにやったことであるとし、母の要求に応じるので、親子は和解する。すると、ベルトが松明を持って現われ、祖父がこの城館の番人だったので、地下に火薬庫があるのを知っている。ベルトは預言者と従者たちが真上の大ホールでの宴会に出席している時に火薬庫を爆破しようと目論んでいる。ベルトはジャンに気がつき、彼が生きていたことに狂喜する。そして3人はこの場からそっと逃げ出そうとる。そこに伝令が現れ、預言者よ、貴方は裏切られたと伝える。ベルトはジャンが預言者であることが分かると、「私は私自身が呪うあなたを愛していたのだ」（Je t'aimais, toi que je maudis）と叫び、自身を刺して死んでしまう。ジャンは絶望し、再洗礼派たちを殺して自身も自殺するために火薬庫へ向かう。

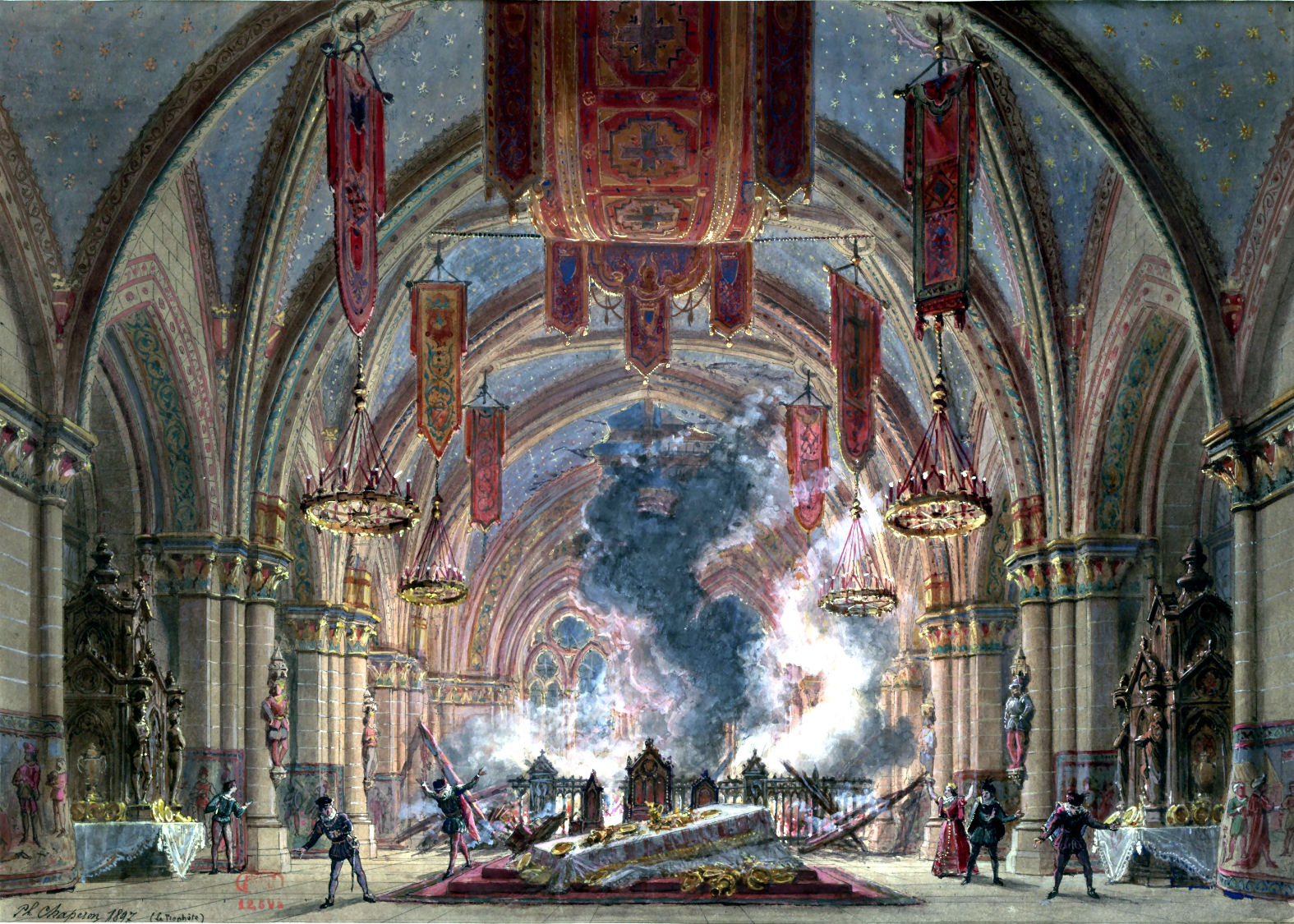
5幕2場のシャペロンによるデッサン（1876年）

#### 第2場
城館の大広間
ジャンの戴冠の祝宴が催されている、人々は酒宴の歌を歌い、踊っている。再洗礼派の3人も入ってくる。ジャンは衛兵にそれぞれの扉の外にある鉄格子も降ろすように命じる。みなが乾杯をしようとしているところに、オーベルタルによって導かれて皇帝の軍隊が入ってくる。敵が全員揃い、再洗礼派の3人が偽の預言者に死をと、まさにジャンを裏切ろうとした時、炎が床から上がり始め、火薬が大爆発し、宮殿が倒壊する。その時、フィデスはジャンに駆け寄る。敵味方が全て逃げ惑うが、鉄格子に遮られて逃げ出せず、劫火に包まれ、壮絶な最後を遂げる。

## 楽器編成

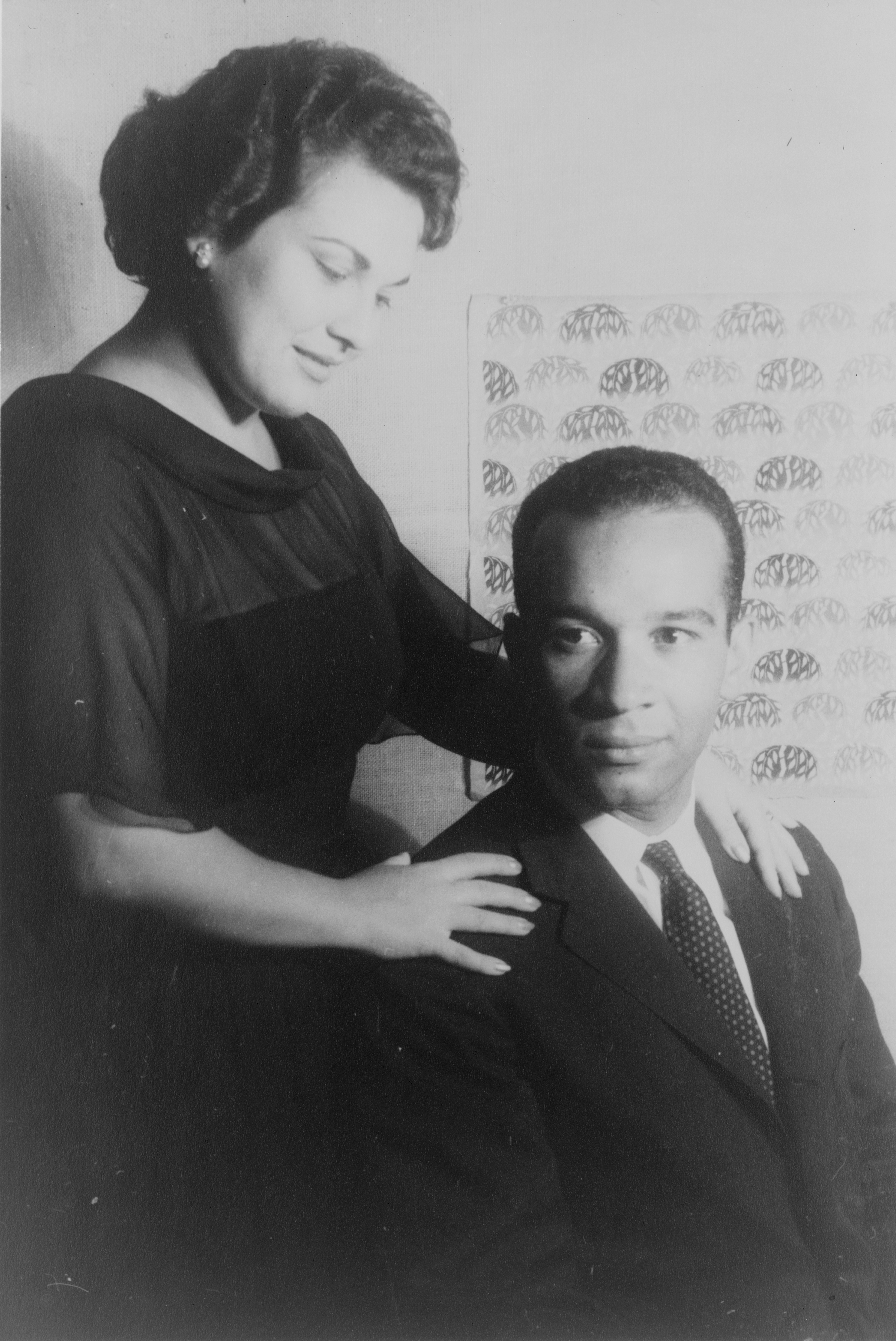
マリリン・ホーンとヘンリー・ルイス（1961年、カール・ヴァン・ヴェクテン撮影）

- 木管楽器：フルート2、ピッコロ1、オーボエ2、コールアングレ1、クラリネット2、バスクラリネット1、バスーン4
- 金管楽器：ホルン4、トランペット4、トロンボーン3、オフィクレイド1
- 打楽器：ティンパニ3、大太鼓、トライアングル、シンバル、小太鼓、タムタム
- ハープ2、弦五部、オルガン1（四手）

舞台裏（バンダ）
- サクソルン18､ コルネット2、トランペット2、軍隊ドラム、アンティークシンバル

## 上演時間
第1幕:約35分、第2幕:約35分、第3幕:約60分、第4幕:約45分、第5幕:約45分

## 主な録音・録画
| 年   | 配役 ジャン フィデス ベルト ジョナ マティサン ザッカリー オーベルタル伯爵                                                                                                | 指揮者、 管弦楽団および合唱団 | レーベル                                                           |
| ---- | --- | --- | ------------------------------------------------------------------ |
| 1970 | ニコライ・ゲッダ マリリン・ホーン マルゲリータ・リナルディ フリッツ・ペーター ロバート・アミス・エル・ハーゲ ボリス・カルメリ アルフレード・ジャコモッティ               | ヘンリー・ルイス トリノ・イタリア放送交響楽団 トリノ・イタリア放送合唱団                                                              | CD: Opera d'Oro OPD1245 ASIN : B00004SU9S                          |
| 1976 | ジェイムズ・マクラッケン マリリン・ホーン レナータ・スコット ジャン・デュプイ クリスティアン・デュ・プレシス ジェローム・ハインズ ジュール・バスタン                     | ヘンリー・ルイス ロイヤル・フィルハーモニー管弦楽団 アンブロジアン・オペラ・コーラス ハバーダッシャーズ・アスクス・スクール少年合唱団 | CD: Sony (Nax615) ASIN: B01AMWKIC0                                 |
| 2017 | ジョン・オズボーン マリアンネ・コルネッティ リネッテ・タピア アルブレヒト・クルドシュヴァイト ピーエル・ドワイアン ティール・ファヴィッツ カレル・マルティン・ルドヴィク | ジュリアーノ・カレッラ エッセン・フィルハーモニー管弦楽団 エッセン歌劇場合唱団 エッセン歌劇場少年合唱団                               | CD: Oehms No : OC971 ASIN: B0788XPZY4 最新の「比較校訂版」での演奏 |

- 参考：ディスコグラフィー

## 関連作品
- フランツ・リスト：マイアベーアのオペラ『預言者』による挿絵 S414/R223〈祈り、勝利の賛歌、戴冠式行進曲/スケートをする人びと/羊飼の合唱、軍隊の召集〉
- シャルル＝ヴァランタン・アルカン編曲:オペラ『預言者』序曲（四手連弾のための）
- フランツ・リスト：コラール「アド・ノス、アド・サルタレム・ウンダム」による幻想曲とフーガ（オルガン向け編曲）
Fantasie und Fuge über den Choral "Ad nos, ad salutarem undam" by G. Meyerbeer, S259/R380